# Мумі Нгамало
Мумі Нгамало (фр. Moumi Ngamaleu, нар. 9 липня 1994, Яунде) — камерунський футболіст, нападник клубу «Динамо» (Москва) та національної збірної Камеруну.

## Клубна кар'єра
Нгамало почав свою кар'єру у своєму рідному місті в клубі «Мусанго Яунде». У 2011 році він перейшов у клуб вищого дивізіону «Канон Яунде». Після сезону в «Каноні» він перейшов у «Котон Спорт». Відіграв за команду з Гаруа наступні чотири сезони своєї ігрової кар'єри, при цьому тричі поспіль ставав з клубом чемпіоном Камеруну.
Влітку 2016 року перейшов в австрійський клуб «Альтах». 13 серпня 2016 року в матчі проти клубу «Санкт-Пельтен» дебютував у чемпіонаті Австрії. 1 жовтня того ж року в матчі проти клубу «Вольфсберг» Нгамало забив перший гол за «Альтах».
У серпні 2017 року він переїхав до швейцарського «Янг Бойза», з яким підписав чотирирічний контракт, дійсний до червня 2021 року. Станом на 25 лютого 2018 року відіграв за бернську команду 17 матчів в національному чемпіонаті.

## Виступи за збірну
23 грудня 2015 року дебютував в офіційних матчах у складі національної збірної Камеруну в товариській грі проти Нігеру.
У січні 2016 року він взяв участь у чемпіонаті африканських націй в Руанді, в якому грали футболісти з місцевих чемпіонатів. Мумі зіграв у всіх чотирьох матчах цього турніру, забивши гол у матчі проти Демократичної Республіки Конго, але в чвертьфіналі камерунці вилетіли від Кот-д'Івуару.
Наступного року у складі національної збірної був учасником розіграшу Кубка конфедерацій 2017 року у Росії. Мумі зіграв у двох матчах, але його збірна не змогла вийти з групи.

## Титули і досягнення
- Чемпіон Камеруну (3):

«Котон Спорт»: 2013, 2014, 2015
- Чемпіон Швейцарії (4):

«Янг Бойз»: 2017-18, 2018-19, 2019-20, 2020-21
- Володар Кубка Швейцарії (1):

«Янг Бойз»: 2019-20
- Бронзовий призер Кубка африканських націй: 2021